# Catedral de La Habana
La Santa Metropolitana Iglesia Catedral de La Habana, dedicada a la Inmaculada Concepción de la Santísima Virgen María, es un templo católico, ubicado en la ciudad de La Habana en Cuba. Se alza en el corazón de La Habana Vieja, en la zona más antigua de la ciudad, declarada por la UNESCO en 1982 Patrimonio de la Humanidad. Es la sede episcopal de la Arquidiócesis de San Cristóbal de La Habana.
Su ubicación es en la Plaza de la Catedral,  una de las cuatro plazas más importantes de la zona antigua de la ciudad. Se puede llegar hasta el templo recorriendo las calles Mercaderes o San Ignacio, antiguas arterias que desde el siglo XVIII conectaban la Plaza Vieja con la Plaza de la Catedral.

## Historia
En un primer momento (1748) una parte de la iglesia sería el oratorio de los miembros de la Compañía de Jesús, fundada por san Ignacio de Loyola, luego llegaría a convertirse en catedral. Con antelación a la decisión obispal los jesuitas ya tenían en sus planes construir una iglesia en la Plaza de la Ciénaga. Esto es verificable pues el 24 de octubre de 1704 el procurador general de La Habana, Luis Gonzalo de Carvajal, se opuso a la petición de los religiosos. Más de diez años después, por Real Cédula de 19 de diciembre de 1714 los jesuitas obtuvieron el tan esperado permiso y el 5 de abril de 1727 les fue notificado el lugar exacto donde podían construir la iglesia y el convento.

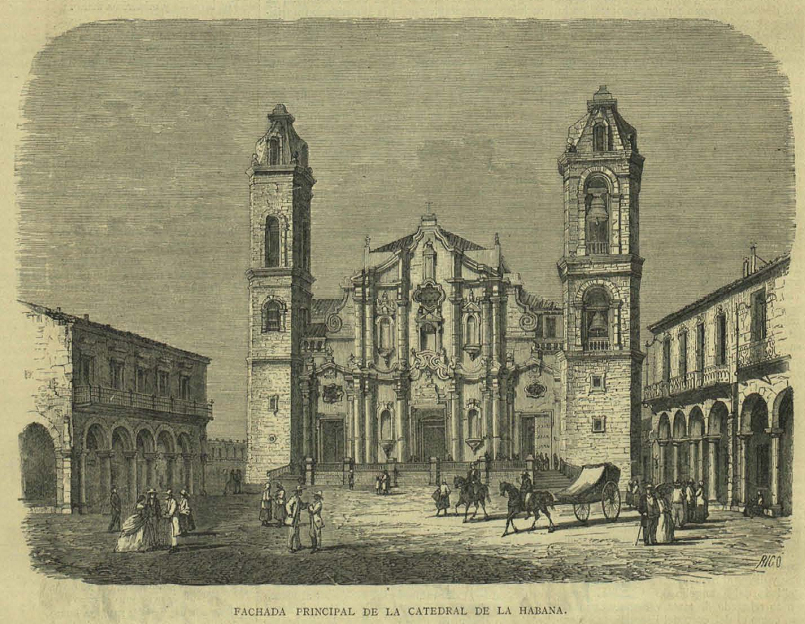
Grabado de la catedral publicado en 1882 en La Ilustración Católica.

En el año 1767, ya estaba terminado el colegio, pero no la iglesia, en ese momento ocurre la expulsión de los jesuitas del Nuevo Mundo. En 1772 debido al deplorable estado en que se encontraba la parroquial mayor, las autoridades españolas decidieron trasladarla al Oratorio de San Felipe Neri y el 9 de diciembre de 1777, se trasladó a la iglesia a medio construir de los jesuitas. En 1778 por orden del obispo Felipe José de Trespalacios comenzó el proceso de transformación del antiguo oratorio de San Ignacio en la catedral habanera dedicada a la Purísima Concepción, cuya imagen es visible hoy en lo alto del presbiterio . Durante el gobierno del obispo Juan José Díaz de Espada y Fernández de Landa, se realizaron reformas significativas.
El principal benefactor de la obra fue el rico obispo de Salamanca.
En una de sus naves estuvo el monumento funerario con los restos de Cristóbal Colón, desde 1795 hasta la independencia de España, momento en el que fueron trasladados a la Catedral de Sevilla.
Según el historiador de la ciudad Emilio Roig de Leuchsenring esta reforma incluyó la eliminación de todos los objetos que se consideraron de mal gusto, adornos, estatuas y altares fueron sustituidos por cuadros al óleo, en su mayoría copias de originales.

## Estructura arquitectónica

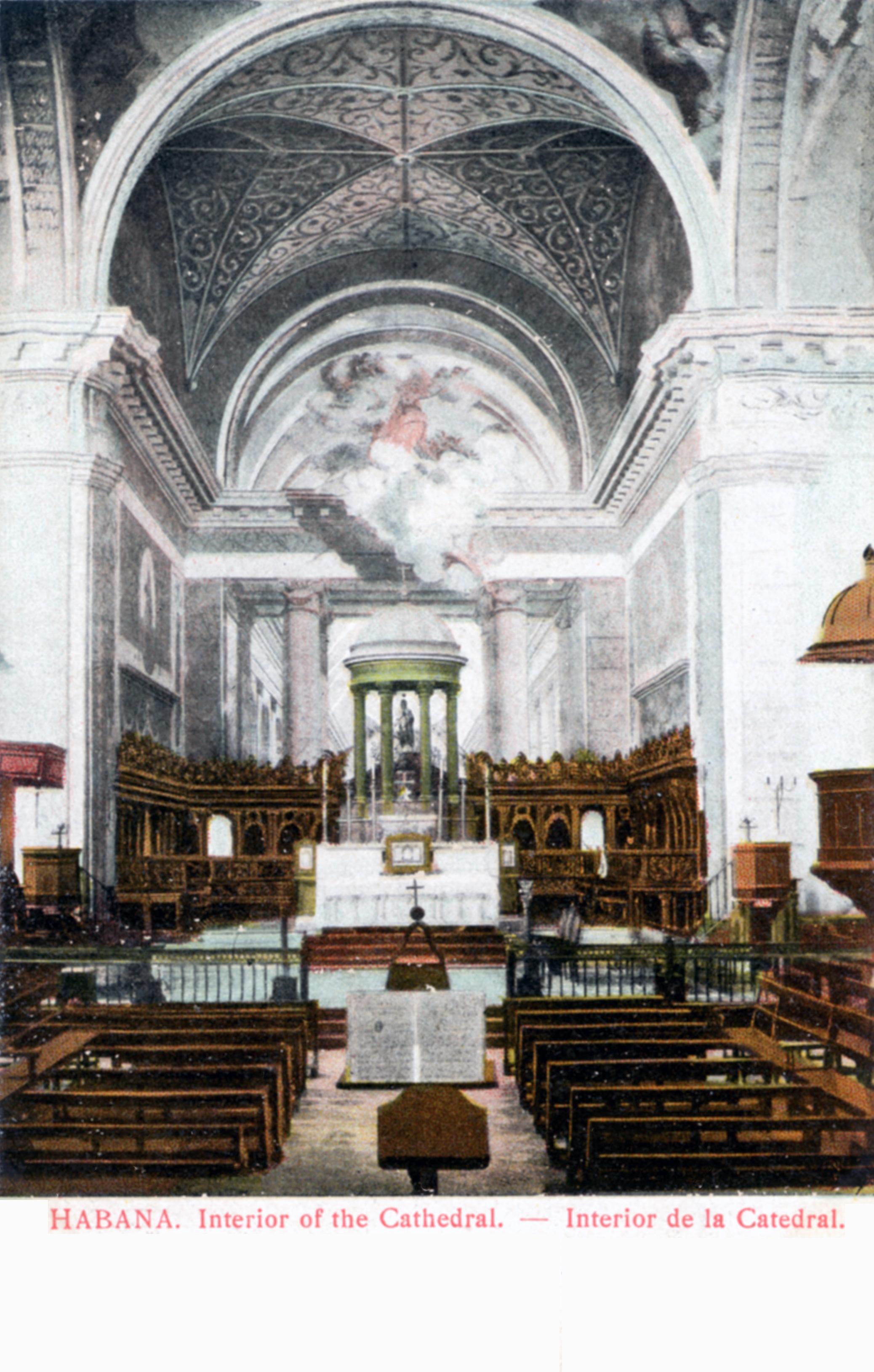
Interior hacia 1905.

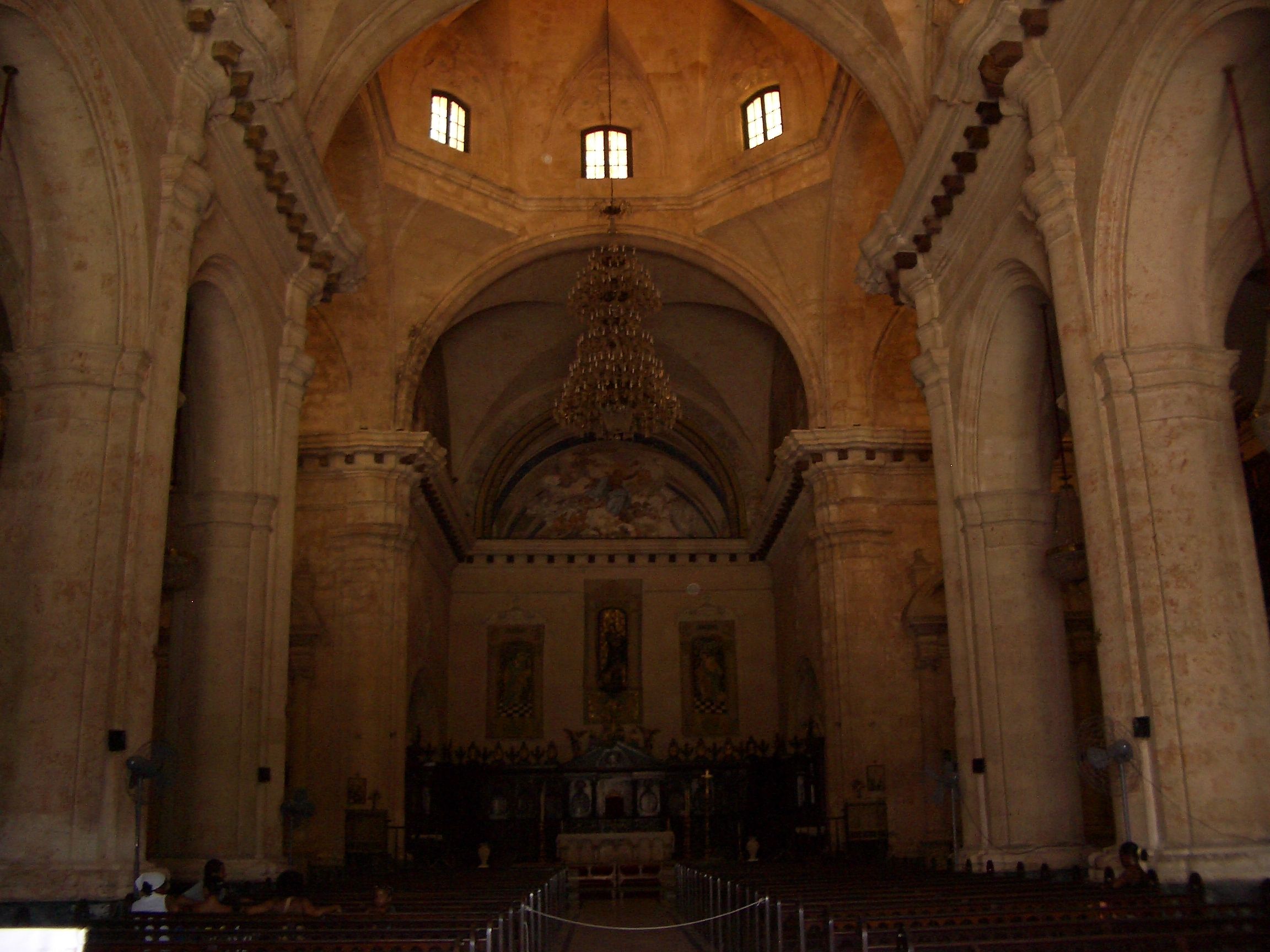
Interior hacia 2007.

La catedral de estilo barroco, es considerada de la corriente toscana, por sus dos torres campanarios laterales, su templo forma un rectángulo de 34x36m,que posee tres naves y ocho capillas laterales, divididos por gruesos pilares. El piso es de mármol blanco y negro.
Las esculturas y los trabajos de orfebrería de los altares así como del altar mayor estuvieron a cargo del italiano Bianchini, las mismas fueron ejecutadas en Roma en 1820 bajo la dirección del afamado escultor español Antonio Solá. Tras este altar se observan tres frescos originales del pintor italiano Perovani. Las pinturas interiores fueron realizadas por el pintor francés Jean-Baptiste Vermay.
Entre las varias capillas que alberga se encuentra la de Nuestra Señora de Loreto, consagrada por el obispo Morell de Santa Cruz, en 1755, antes de la transformación en catedral de la antigua parroquia jesuita, tiene una entrada independiente.
Su cúpula que queda por debajo de las torres laterales, es visible desde los edificios aledaños con un intenso color naranja.

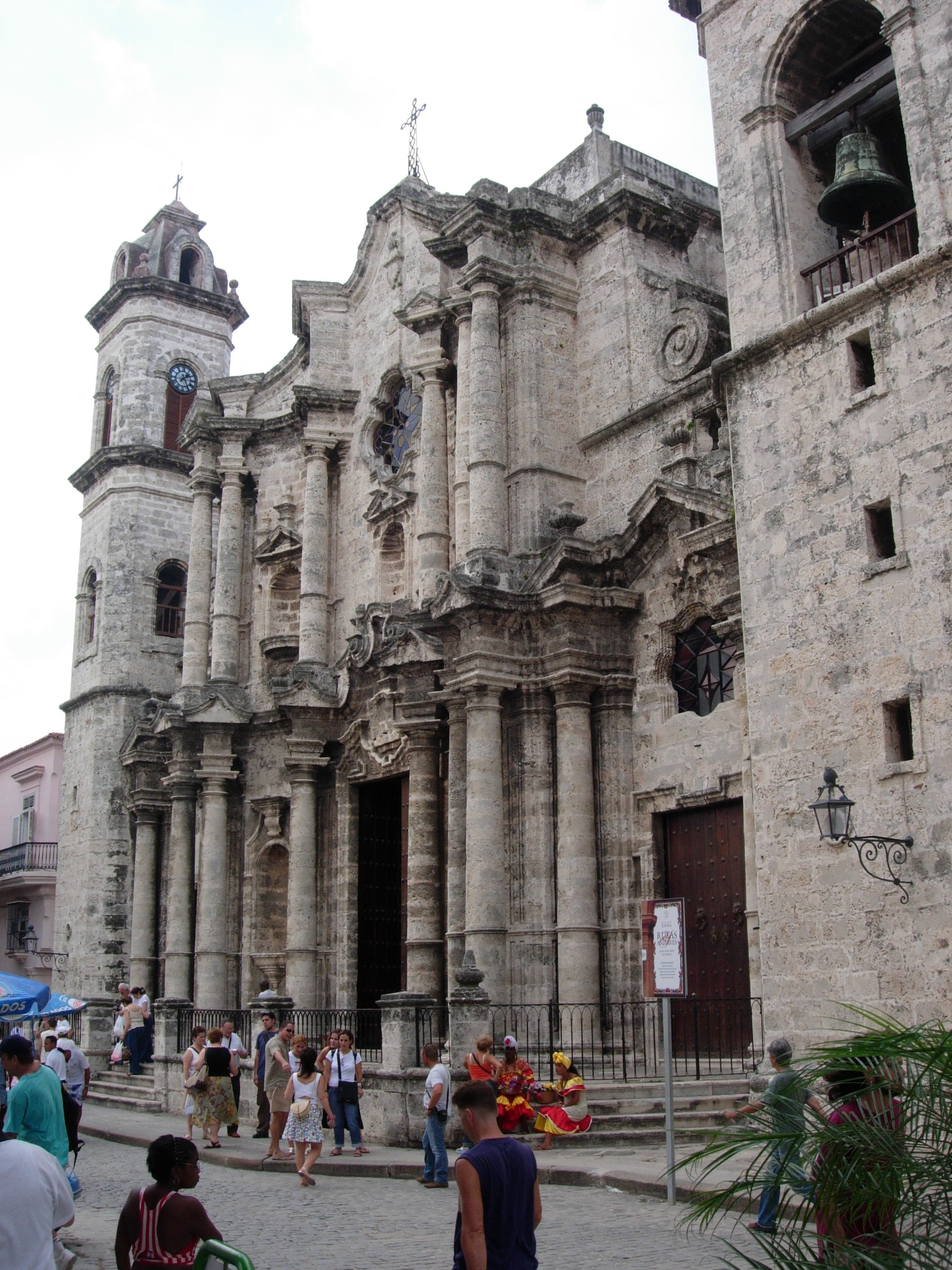
Vista semilateral

La catedral posee varias reliquias y sagrarios. En su interior se encuentra varias tumbas de personajes ilustres de la ciudad y de Cuba.
Está rodeada por la plaza que lleva su nombre, que alberga a las mansiones de la nobleza habanera colonial, entre estas destacan el Palacio del Marqués de Arcos, la casa de los condes de Casa Bayona, de 1720, que en la actualidad es el Museo de Arte Colonial y la mansión del Marqués de Aguas Claras.